# Jõgevamaa
Jõgeva (estisk: Jõgeva maakond), eller Jõgevamaa, er et af Estlands 15 amter (maakond) og er beliggende i den østlige del af  landet. Jõgeva grænser til Ida-Virumaa i nordøst, Peipussøen i øst, Tartumaa i syd, Viljandimaa i sydvest, Järvamaa i nordvest og Lääne-Virumaa i nord.

## Kommuner
Jõgevamaa er siden 1. november 2017 inddelt i tre kommuner landkommuner (estisk: vallad).
Landkommuner
- Jõgeva
- Mustvee
- Põltsamaa

## Billeder
58°42′N 26°24′Ø / 58.7°N 26.4°Ø